# リチャード三世 (シェイクスピア)

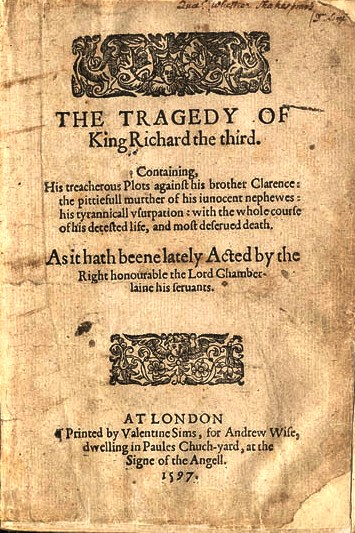
『リチャード三世』ファースト・フォリオの表紙

『リチャード三世』（リチャードさんせい、King Richard III）は、イングランドの劇作家ウィリアム・シェイクスピア作の史劇。正式なタイトルは『リチャード三世の悲劇』（The Tragedy of King Richard the Third）。初演は1591年。
タイトルロールのリチャード三世は狡猾、残忍、豪胆な詭弁家であり、シェイクスピア作品の中ではハムレットと並んで演じ甲斐のある役とされている。
前作にあたる『ヘンリー六世 第3部』において、父のヨーク公と兄のエドワード四世を支えたリチャード。醜悪不具の肉体を備えた怪物はヘンリー六世一派と血みどろの戦いを続ける一方で機知と皮肉に満ちた言葉を吐き、内心は王座に就く野心を持っていた。

## 登場人物
- エドワード四世 - イングランド王（ヨーク家）。
- 王太子エドワード - エドワード四世の息子。後のエドワード五世。
- リチャード - 王太子エドワードの弟。後のヨーク公リチャード。
- クラレンス公ジョージ - エドワード四世の弟。
- グロスター公リチャード - エドワード四世・クラレンス公の弟。後のリチャード三世。
- エドワード - クラレンス公の息子。後のウォリック伯。
- リッチモンド伯ヘンリー・テューダー - ランカスター家の一員。後のイングランド王ヘンリー七世。
- カンタベリー大司教（英語版）
- ヨーク大司教（英語版）
- イーリー司教（英語版）
- バッキンガム公 - リチャードの腹心。
- ノーフォーク公
- サリー伯 - ノーフォーク公の息子。
- リヴァーズ伯 - 王妃の兄。
- ドーセット侯 - 王妃と先夫の息子。
- グレイ卿（英語版） - 王妃と先夫の息子。
- オックスフォード伯
- ヘイスティングス卿
- スタンリー卿（後のダービー伯）
- ラヴェル卿（英語版） - リチャードの腹心。
- 騎士トマス・ヴォーアン（英語版） - リヴァーズ伯、グレイ卿らの執事長。
- 騎士リチャード・ラトクリフ（英語版） - リチャードの腹心。
- 騎士ウィリアム・ケイツビー（英語版） - リチャードの腹心。
- 騎士ジェイムズ・ティレル - 刺客。
- 騎士ジェイムズ・ブラント（英語版） - リッチモンド伯の配下。
- 騎士ウォルター・ハーバート（英語版）
- 騎士ロバート・ブラッケンベリー（英語版） - ロンドン塔の長官代理。
- 騎士ウィリアム・ブランドン（英語版） - リッチモンド伯の旗手。
- クリストファー・アージック司祭（英語版）
- ロンドン市長（英語版）
- ウィルトシャー執政長官（英語版）
- 紋章官補ヘイスティングズ
- トゥレッセル - アンに仕える紳士。
- バークリー - アンに仕える紳士。
- エリザベス - イングランド王妃（エドワード4世妃）。王太子エドワードらの母。
- マーガレット - ヘンリー6世（ランカスター家）の未亡人。
- ヨーク公爵夫人 - エドワード4世、クラレンス公、グロスター公の母。
- アン - 王太子エドワード（ヘンリー6世の王子）の未亡人。のちにグロスター公爵夫人、イングランド王妃。
- マーガレット - クラレンス公の娘。後のソールズベリー女伯。

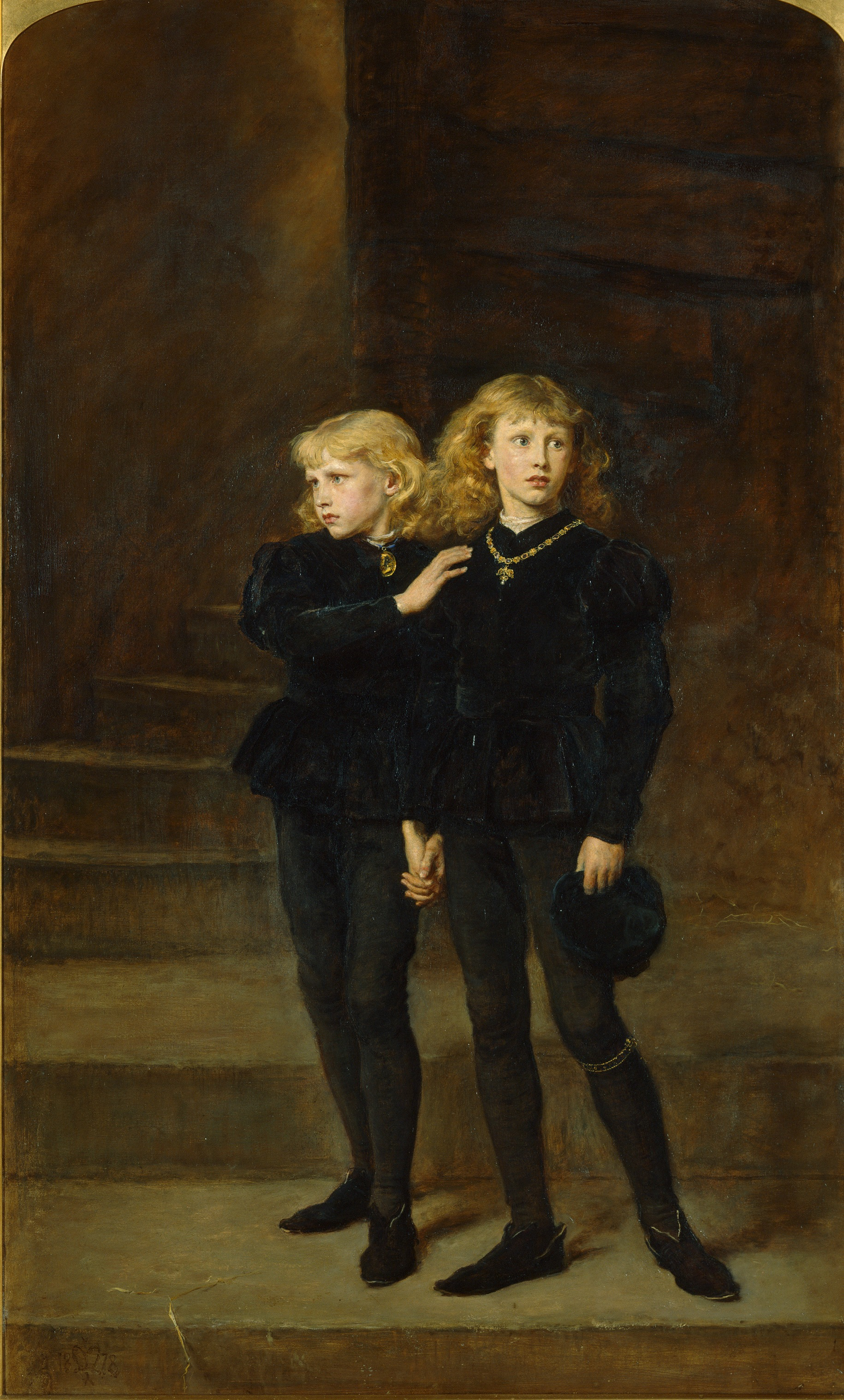
『塔の中の子どもたち』(1878年)、ジョン・エヴァレット・ミレイ、ロンドン大学ロイヤル・ホロウェイ校所蔵。(右)王子エドワード、(左)ヨーク。

## あらすじ
作品の舞台は、薔薇戦争の渦中にある15世紀のイングランド。ランカスター家との争いに勝利した、ヨーク家のエドワード四世が王位に上ったが、すでに病の床にあった。エドワード四世の弟であるグロスター公リチャードは、生まれながらの不具をもバネにし、王座を自らのものにしようと企む。巧みな話術と策略でもって、リチャードよりも王位継承順位の高い兄クラレンスや政敵を次々と亡き者にし、さらにリチャードによって殺害されたかつての王太子エドワードの妻アンを籠絡する。エドワード四世の息子で王子のエドワードは存命していたが、リチャードは、エドワードが私生児であり王家の血筋を引いていないという事実を作り出す。その代わりとしてリチャード自らが王位に就くことの正統性を市民からの称賛に委ねる。そして、見事にリチャードは王位に就く。
だがその栄光もつかの間、自分よりも王位継承順位の高い王子やヨークが生きていることに不安を覚え、暗殺者ティレルを派遣し、暗殺する。ランカスター家のリッチモンド伯ヘンリー・テューダー（後のヘンリー七世）が兵を挙げたのを契機に次第に味方は離れていく。リチャードは王位獲得の過程において排除してきた者たちに良心の呵責を感じ始め、遂には夢の中に彼らが現れ、リチャードに呪いの言を吐く。そして、ついにはボズワースの戦いで討たれる。死の間際のリチャードの台詞「馬を! 馬をよこせ! 代わりに我が王国をくれてやる!」 (英: A horse! a horse! my kingdom for a horse!)はシェイクスピアの作品中もっとも有名なもののひとつである。

## 構成

### 第1幕
- 第1場 - ロンドン、街路
- 第2場 - ロンドン、別の街路
- 第3場 - ロンドン、王宮
- 第4場 - ロンドン塔内

### 第2幕
- 第1場 - ロンドン、王宮
- 第2場 - 王宮の一室
- 第3場 - ロンドン、街路
- 第4場 - ロンドン、宮殿

### 第3幕
- 第1場 - ロンドン、街路
- 第2場 - ヘイスティングズ卿の邸の前
- 第3場 - ポンフレット城
- 第4場 - ロンドン塔
- 第5場 - ロンドン塔の城壁
- 第6場 - ロンドン、街路
- 第7場 - ベイナード城

### 第4幕
- 第1場 - ロンドン塔の前
- 第2場 - ロンドン、宮殿
- 第3場 - 前場に同じ
- 第4場 - ロンドン、宮殿の前
- 第5場 - スタンリー卿の邸

### 第5幕
- 第1場 - ソールズベリー、広場
- 第2場 - タムワース近くの陣営
- 第3場 - ボズワースの平原
- 第4場 - 戦場の他の場所
- 第5場 - 戦場の別の場所

## 材源
『リチャード三世』の前作にあたる『ヘンリー六世』三部作を含むバラ戦争期の歴史について、シェイクスピアはラファエル・ホリンシェッドの『年代記』やエドワード・ホールの『ランカスター、ヨーク両名家の統一』を参考にした。両作品を基に劇を製作したのだが、その中でもシェイクスピアはホールの歴史書を主たる材源として利用し、ホリンシェッドの記述は詳細を補うべく使われた。ホリンシェッドとホールがイングランド史の中で描写するリチャード3世の人物像は、トマス・モアによる未完の『リチャード三世史』から強い影響が大きい。さらに、これら16世紀の英国歴史家たちは、「イングランド史の父」と目されるポリドール・ヴァージルのAnglia Historia から多くの要素を継承している。
ラファエル・ホリンシェッドの『年代記』やエドワード・ホールの『ランカスター、ヨーク両名家の統一』が年代記的な要素が強い一方、トマス・モアの『リチャード三世史』はリチャード3世の性格を中心に描いている。シェイクスピアの『リチャード三世』における極悪な暴君としてのリチャード3世像は本作の記述に拠るところが大きい。

## 後日談
- 本作によってリチャード三世は醜い極悪人、というイメージが後世に伝えられたと言われているが、シェイクスピアが描いたように実際のリチャード三世がせむしであったかどうかは長い間の争点だった。2012年に発掘されたリチャード三世の遺骨に脊柱後湾症（脊椎側彎症の一種）の痕跡が見られたことから、シェイクスピアの記述があながち誇張ではなかったことが証明される形になった[6]。

## 映画化作品
- リチャード三世（1912年）- André Calmettes監督、Frederick Warde主演。
- リチャード三世（1955年） - ローレンス・オリヴィエ監督・主演。
- リチャード三世（1995年） - イアン・マッケラン監督・主演。1930年代の英国を舞台にしている。
- リチャードを探して（1996年） - アル・パチーノ監督・主演のドキュメンタリー。
- 2016年にはBBCがテレビ映画シリーズ『ホロウ・クラウン/嘆きの王冠』の一篇として製作した。

## 日本語訳
- 坪内逍遥訳 早稲田大学出版部 1918年、のち新樹社・名著普及会
- 福田恆存訳 河出書房 1956年、のち「シェイクスピア全集」新潮社、他に新潮文庫 改版2004年、「翻訳全集 第4巻」文藝春秋
- 福原麟太郎・大山俊一訳 角川文庫 1956年
- 大山俊一訳「世界古典文学全集 第43巻 シェイクスピアⅢ」筑摩書房 1966年、のち旺文社文庫
- 小田島雄志訳「シェイクスピア全集」白水社 1976年、白水Uブックス 1983年
- 三神勲訳「シェイクスピア戯曲選集」開明書院 1977年、他に角川文庫クラシックス 改版1996年
- 田中晏男訳「シェイクスピア全集 対訳 2」山口書店 1991年
- 松岡和子訳「シェイクスピア全集7」ちくま文庫 1999年
- 木下順二訳 岩波文庫 2002年
- 河合祥一郎訳 角川文庫（新訳） 2007年

## 関連作品

### ノンフィクション
書籍
- 小谷野敦『リチャード三世は悪人か』 （NTT出版ライブラリーレゾナント、2007年）
- 石浦章一『王家の遺伝子』 （ブルーバックス、2019年。レスターで発見されたリチャード3世の遺骨のDNA型鑑定について詳細を書いている）

映像作品
- ドキュメンタリー「あなたの知らない世界史」シリーズ 第8回 「エドワード5世 蒸発の謎」（原題: Royal Murder）（ナショナルジオグラフィックチャンネル）

### フィクション
漫画
- 森川久美『天（そら）の戴冠』（『白泉社』花とゆめCOMICS『青色廃園』に収録）
- やまざき貴子『マリー・ブランシュに伝えて』（白泉社 花とゆめCOMICS）
- 菅野文『薔薇王の葬列』（『月刊プリンセス』連載）

舞台
- 青木豪『鉈切り丸』